# Filmindia
Filmindia — один из первых англоязычных журналов об индийском кино, издаваемый Бабурао Пателем в 1935—1961 годах. Журнал заложил основы кинокритики в Индии, а также содержал большое количество комментариев относительно политики. Filmindia публиковал информацию о производстве фильмов, сплетни, рецензии, интервью, короткие рассказы и очерки. Его самыми яркими разделами были колонка сплетен об индустрии и остроумная «Редакторская почта», в которой Патель лично отвечал на вопросы читателей.

## История
Основатель и главный редактор журнала Бабурао Патель начал свою карьеру в издании Cinema Samachar. Он также пробовал себя как режиссёр и сценарист, сняв с 1929 по 1935 год пять фильмов, что однако привело его на грань банкротства. Поэтому, совместно с издателями Д.К. Паркером и Б.П. Самантом, он запустил журнал о кино, надеясь заработать на размещении рекламы. Первый выпуск Filmindia вышел в апреле 1935 и имел огромный успех, что подтолкнуло Пателя сделать журнал ежемесячным.
Со временем издание менялось согласно интересам Пателя. Он выпускал журнал практически единолично, сам писал большую часть публикуемого материала, не жалея никого в отрасли и используя любую доступную ему информацию о звёздах.
Позднее  нему присоединилась его вторая жена Сушила Рани, с которой он познакомился в 1942 году.
К 1937 году Filmindia, согласно сообщениям, продавался тысячами экземпляров в месяц в Индии и за рубежом и вплоть до конца 1940-х обладал большой властью, достаточной, чтобы сделать или уничтожить карьеру, обеспечить фильму успех или провал, когда его не рискнёт приобрести ни один дистрибьютор.
Ещё одной причиной популярности издания была его «учебная ценность». В памятных статьях, посвященных Filmindia, поклонники благодарили Бабурао Пателя и его журнал за помощь в обучении английскому языку.
Над обложками журнала, начиная с 1938 года, работали С. М. Пандит (1916–1993) и его ассистент Рагхубир Мулгаонкар (1922–1976), рисовавшие в стиле голливудских постеров 1930—1940-х годов. В 1944 году Пандитом была организована собственная дизайнерская студия, названная Studio S. M. Pandit.
Filmindia оставался самым популярным журналом о кино в Индии вплоть до запуска Filmfare в 1952 году. К тому времени издание основанное как журнал сплетен, медленно становилось всё более политическим. В итоге, в июле 1960 года Патель объявил, что, поскольку его журнал больше не занимается исключительно фильмами, его нужно переименовать: и спустя два месяца стал выпускать политический ежемесячник Mother India. 